# Stazione di Porto
Stazione di Porto 1990-ben bezárt vasútállomás Olaszországban, Fiumicino településen.

## Vasútvonalak
Az állomást az alábbi vasútvonalak érintették:
- Róma–Fiumicino-vasútvonal

## Kapcsolódó állomások
A vasútállomáshoz az alábbi állomások vannak a legközelebb:
- Stazione di Fiumicino